# フェリシア・ブルメンタール
フェリシア・ブルメンタール（ポーランド語: Felicja Blumental、1908年12月28日 - 1991年12月31日）はポーランドのピアニスト。

## 経歴
1908年、ワルシャワにて音楽家の家庭に生まれた。父親はヴァイオリニストであった。5歳でピアノを始め、10歳でデビューする。ワルシャワ音楽院に学び、（ショパン国際ピアノコンクールの創設者）ズビグニェフ・ジェヴィエツキにピアノを、カロル・シマノフスキに作曲を師事。著名なショパン研究家のユゼフ・トゥルチンスキにスイスで個人指導を受けた。
1938年に、夫マルクス・ミツネとともにニースに行き、ヨーロッパで反ユダヤ主義が蔓延するのを避けてブラジルに逃れる。後にブラジル国籍を取得し、ブラジルの作曲家や音楽を擁護するのに後半生を捧げた。その後1962年にミラノに、1973年にロンドンに移住。
1991年に演奏旅行の最中にイスラエルに客死した。テルアビブのキリヤット・シャウル墓地に埋葬されている。

## 演奏ならびに録音
ブルメンタールのレパートリーは、ポルトガルのバロック音楽から南米の現代音楽までと幅広く大胆だった。数々の忘れられた作曲家のピアノ協奏曲の蘇演を行い、カール・チェルニーやフェルディナント・リース、ジョン・フィールド、アントン・アレンスキーらの協奏曲を録音している。クシシュトフ・ペンデレツキから献呈された《チェンバロと管弦楽のためのパルティータ》の録音は、1975年にグランプリ・デュ・ディスク賞を授与されている。エイトル・ヴィラ＝ロボスは《ピアノ協奏曲第5番》をブルメンタールに献呈した。
しかしながら、こんにちブルメンタールはショパン弾きとして最も記憶されている。手の小ささにもかかわらず、力強いピアニストであったので、わけてもショパンのマズルカの録音は、画期的な解釈であると認知されている。